# Milagros
Milagros – gmina w Hiszpanii, w prowincji Burgos, w Kastylii i León, o powierzchni 22,03 km². W 2011 roku gmina liczyła 505 mieszkańców.